# ビューチフルドリーマーカップ
ビューチフルドリーマーカップは、岩手県競馬組合が施行する地方競馬の重賞競走である。正式名称は「スポーツニッポン杯 ビューチフルドリーマーカップ」、スポーツニッポン新聞社が優勝杯を提供している。
岩手県の小岩井農場に輸入された繁殖牝馬ビューチフルドリーマーを記念して創設された競走である。同馬の馬名に中点はないが、2014年までの競走名は「ビューチフル・ドリーマーカップ」と中点を入れて表記されていたため、一部の資料では中点ありの表記が残存しているものもある（後述）。

## 概要
創設は1975年であるが、長らく特別競走として行われ、2000年に重賞に格上げされている。重賞格上げ後の出走条件は2000年から東日本地区、2002年から東日本と九州地区、2005年から地方競馬全国交流となっている。いずれもサラブレッド系3歳以上牝馬。2007年は馬インフルエンザの影響により岩手所属馬のみで行われた。
2010年からはGRANDAME-JAPAN・古馬シーズンに指定された。また、2019年現在JBCレディスクラシックの指定競走となっている。
2011年は東日本大震災の影響で水沢競馬が中止されたため、盛岡競馬場ダート2000mで施行された。
2016年に岩手競馬で重賞格付け制度が開始され、M1に格付けされた。
2020年までは水沢競馬場ダート1900mで施行されていた。近年は、2021年・2022年・2024年は盛岡競馬場ダート2000m、2023年は水沢競馬場ダート2000mで施行されている。
本競走はスタリオンシリーズ競走に指定されている。

### 条件・賞金等（2024年）
出走条件
サラブレッド系3歳以上牝馬、地方全国交流競走で他地区所属馬の出走枠は7頭。
- ひまわり賞の優勝馬とフェアリーカップで上位3着までに入った馬に優先出走権が付与されている。

負担重量
定量（3歳53kg、4歳以上55kg）。
賞金等
賞金額は1着600万円、2着210万円、3着120万円、4着78万円、5着42万円で、着外手当は3万円。
副賞
スポーツニッポン社賞、株式会社優駿賞、岩手県競馬振興協議会会長賞、盛岡市長賞、開催執務委員長賞
（株）優駿が協賛し、ミッキーロケットの配合権利が優勝馬馬主への副賞となっている。

## 競走名称の変遷
1975年に競走が新設された際は「ビューティフルドリーマーカップ」と表記されていた。ところが翌1976年から一般紙面で「B・ドリーマーカップ」という略称が用いられ始め、その時期を境として「ビューチフル・ドリーマーカップ」という名称で、中黒（・）を用いた表記が広まり始め、岩手競馬側でも中黒入りの名称を正式名称として用いてきた。しかし、「馬の名前に中黒が入るのはおかしい」と本来の名称に戻すべきであるとの意見があり、2015年の競走では中黒のない「ビューチフルドリーマーカップ」という表記に戻された経緯がある。
競馬ライターの横川典視が過去の競走記事を当たった分析では、競走名を掲載した折に「ビューチフル」を「B」と省略する際に省略記号の（．）が適用された。そこから転じて中黒と判断され、中黒入りの競走名称が広まったのではないか、と分析している。

## 歴代優勝馬
2000年以降。
| 回数   | 施行日         | 競馬場 | 距離   | 優勝馬             | 性齢 | 所属   | タイム    | 優勝騎手   | 管理調教師 | 馬主           |
| ------ | -------------- | ------ | ------ | ------------------ | ---- | ------ | --------- | ---------- | ---------- | -------------- |
| 第26回 | 2000年9月24日  | 水沢   | D1900m | ラフレシアダンサー | 牝5  | 水沢   | 2分02秒8  | 菅原雅文   | 佐々木恒   | 吉田榮子       |
| 第27回 | 2001年9月30日  | 盛岡   | D1800m | カネサイジョオー   | 牝6  | 水沢   | 1分57秒0  | 村上忍     | 小野寺三男 | 齋藤きえ子     |
| 第28回 | 2002年9月29日  | 盛岡   | D1800m | セイントリーフ     | 牝4  | 水沢   | 1分55秒0  | 菅原勲     | 鈴木七郎   | 内海正章       |
| 第29回 | 2003年9月29日  | 盛岡   | D1800m | サクラティアラ     | 牝5  | 盛岡   | 1分55秒3  | 沢田盛夫利 | 葛西勝幸   | 櫻井和子       |
| 第30回 | 2004年10月10日 | 盛岡   | D1800m | ハイフレンドトーレ | 牝5  | 水沢   | 1分53秒1  | 村上忍     | 佐藤浩一   | 高橋顯輔       |
| 第31回 | 2005年10月9日  | 盛岡   | D1800m | ドリームチャッター | 牝3  | 北海道 | 1分53秒6  | 岩橋勇二   | 成田春男   | 平田一雄       |
| 第32回 | 2006年10月8日  | 盛岡   | D1800m | サイレントエクセル | 牝3  | 水沢   | 1分52秒5R | 板垣吉則   | 千葉博     | 道地房男       |
| 第33回 | 2007年8月26日  | 水沢   | D1900m | サイレントエクセル | 牝4  | 水沢   | 2分02秒3  | 板垣吉則   | 千葉博     | 道地房男       |
| 第34回 | 2008年8月31日  | 水沢   | D1900m | ジュリア           | 牝5  | 盛岡   | 2分00秒4  | 齋藤雄一   | 小西重征   | 組）SEEDS      |
| 第35回 | 2009年8月30日  | 水沢   | D1900m | クインオブクイン   | 牝7  | 水沢   | 2分01秒6  | 村上忍     | 櫻田康二   | 中部建材（株） |
| 第36回 | 2010年8月30日  | 水沢   | D1900m | マイネベリンダ     | 牝5  | 盛岡   | 2分01秒6  | 齋藤雄一   | 小西重征   | 新井昭二       |
| 第37回 | 2011年8月29日  | 盛岡   | D2000m | マチカネオイカゼ   | 牝6  | 北海道 | 2分07秒9  | 井上俊彦   | 林和弘     | 林正夫         |
| 第38回 | 2012年9月3日   | 水沢   | D1900m | サクラサクラサクラ | 牝6  | 北海道 | 2分01秒4  | 吉田稔     | 田中淳司   | 野島春男       |
| 第39回 | 2013年9月2日   | 水沢   | D1900m | シャイニングサヤカ | 牝6  | 北海道 | R1分58秒8 | 岩橋勇二   | 田中淳司   | 伏木田達之     |
| 第40回 | 2014年9月1日   | 水沢   | D1900m | アスカリーブル     | 牝5  | 船橋   | 2分03秒5  | 吉原寛人   | 出川克己   | 坂本敏浩       |
| 第41回 | 2015年8月31日  | 水沢   | D1900m | サンバビーン       | 牝5  | 北海道 | 2分02秒4  | 岩橋勇二   | 田中淳司   | 岡田隆寛       |
| 第42回 | 2016年8月28日  | 水沢   | D1900m | ジュエルクイーン   | 牝4  | 北海道 | 2分02秒1  | 吉原寛人   | 田中正二   | 杉山忠国       |
| 第43回 | 2017年8月27日  | 水沢   | D1900m | ジュエルクイーン   | 牝5  | 北海道 | 2分04秒7  | 吉原寛人   | 田中正二   | 杉山忠国       |
| 第44回 | 2018年8月26日  | 水沢   | D1900m | ジュエルクイーン   | 牝6  | 北海道 | 2分02秒8  | 五十嵐冬樹 | 田中正二   | 杉山忠国       |
| 第45回 | 2019年8月25日  | 水沢   | D1900m | クレイジーアクセル | 牝4  | 大井   | 2分01秒8  | 吉原寛人   | 渡邉和雄   | 市原高一       |
| 第46回 | 2020年8月30日  | 水沢   | D1900m | アッキー           | 牝7  | 川崎   | 2分02秒4  | 高松亮     | 林隆之     | 佐久間拓士     |
| 第47回 | 2021年8月29日  | 盛岡   | D2000m | ラインカリーナ     | 牝5  | 浦和   | 2分06秒8  | 山本聡哉   | 小澤宏次   | 大澤繁昌       |
| 第48回 | 2022年8月28日  | 盛岡   | D2000m | サルサディオーネ   | 牝8  | 小林   | 2分04秒7  | 矢野貴之   | 堀千亜樹   | 菅原広隆       |
| 第49回 | 2023年8月27日  | 水沢   | D2000m | ノーブルシルエット | 牝5  | 大井   | 2分07秒8  | 笹川翼     | 佐野謙二   | 吉木伸彦       |
| 第50回 | 2024年9月1日   | 盛岡   | D2000m | ミニアチュール     | 牝4  | 水沢   | 2分06秒1  | 佐々木志音 | 佐藤祐司   | 平賀敏男       |

- 2000年以前の優勝馬の馬齢は旧表記を用いる。
- Rはコースレコードを示す。

### 各回競走成績の出典
- ビューチフル・ドリーマーカップ 歴代優勝馬 - 地方競馬全国協会
- JBISサーチ
  - 2000年、2001年、2002年、2003年、2004年、2005年、2006年、2007年、2008年、2009年、2010年、2011年、2012年、2013年、2014年、2015年、2016年、2017年、2018年、2019年、2020年、2021年、2022年、2023年、2024年